# Йоаким
Вижте пояснителната страница за други личности с името Йоаким.
Йоаким (на иврит: יהויקים Yəhōyāqīm, „този, когото Яхве е поставил“; на гръцки: Ἰωακείμ Iōākeím) е според християнската традиция съпруг на света Анна и баща на Мария, майката на Исус. Историята на Йоаким и Анна се появява за първи път в апокрифното Евангелие на Яков. Православната църква чества паметта му заедно с тази на св. Анна на 9 септември.

## В християнството
Историята на Йоаким, съпругата му Анна и чудотворното раждане на детето им Мария, майката на Исус, е разказана за първи път в апокрифното детско Евангелие на Яков (наричано още Протоевангелие на Яков) от II век. Йоаким е богат и благочестив човек, който редовно раздавал дарове на бедните и на синагогата. Въпреки това в храма жрецът отхвърлил жертвата на Йоаким, тъй като липсата на деца на двойката било изтълкувана като знак на божествено недоволство. Впоследствие Йоаким се оттеглил в пустинята, където постил и се покайвал в продължение на 40 дни. След това ангели се явили на Йоаким и Анна, за да им обещаят, че ще имат дете.
По-късно Йоаким се връща в Йерусалим и прегръща Анна пред градската порта, разположена в стените на Йерусалим. Древно вярване гласи, че дете, родено от възрастна майка, изгубила надежда да има потомство, е предопределено за големи неща. Паралели се срещат в Стария завет в случая с Анна, майката на Самуил и в Новия завет в случая с родителите на свети Йоан Кръстител.
Цикълът от легенди за Йоаким и Анна е включен в Златната легенда (около 1260 г.) от Jakobus de Voragine. Този цикъл остава популярен в християнското изкуство, докато Трентският събор (1545 – 1563) не ограничава изобразяването на апокрифни събития.
В Тридентския календар не е включено литургично честване на свети Йоаким. Той е добавен към римския литургичен календар през 1584 г. за празнуване на 20 март, деня след празника на свети Йосиф. През 1738 г. той е преместен в неделята след октавата на Успение Богородично. Като част от усилията си да позволи отслужването на неделната литургия, папа Пий X (мандат 1903 – 1914) я прехвърлил на 16 август, деня след Успение Богородично, така че Йоаким може да бъде запомнен в честването на триумфа на Мария. След това е празнуван като празник-двойник от втора класа, ранг, който е променен през 1960 г. в празник от втора класа. В ревизията от 1969 г. на Общия римски календар той е присъединен към този на Анна, за празнуване на 26 юли.
Източноправославните църкви и гръкокатолиците отбелязват паметта на Йоаким на 9 септември, събора на Йоаким и Анна, ден след Рождество Богородично. Йоаким е почитан заедно с Анна в Англиканската църква с Малък фестивал на 26 юли.

### Патрон
Йоаким е смятан за покровител на бащите, дядовците, бабите и дядовците, семейните двойки, мебелистите и търговците на спално бельо.

### Изобразяване
В средновековното изкуство той често носи конична еврейска шапка. Той често е третиран като светец, с хало, но в западната църква има известно съзнание, че е много вероятно да е починал твърде рано, за да бъде стриктно смятан за християнин. Срещата на Йоаким и Анна при Златната порта е популярна тема в художествените изобразявания на живота на Богородица.
Символите, свързани със свети Йоаким, включват книга или свитък, представляващи производители на лен, овчарска тояга за християнското слово и кошница с гълъби, представляваща мир. Той почти винаги е облечен в зелено, цветът на надеждата.
Името на река Сан Хоакин датира от 1805 – 1808 г., когато испанският изследовател Габриел Морага прави проучвания на изток от мисията Сан Хосе, за да намери възможни места за мисия. Името е използвано от 1810 г.

## В исляма
В исляма той се нарича Имран (на арабски: عمران), а един от гробове, за които се вярва, че са негови, се намира в Салала и за него се твърди, че е „най-дългият гроб в света“ (12 метра). Според Корана (Ал Имран) той бил баща на Мариам и дядо на Иса.